# Енке-хан
Енке-хан (д/н —1392/1394) — 5-й великий каган Монгольського ханства в 1392 році. Ім'я перекладається як «Мирний володар». Низка дослідників ототожнюють його з Дзорігту-ханом.

## Життєпис
Походив з династії Чингізидів, гілки Ариг-буги. Про батьків нічого невідомо. Після загибелі батька або брата Дзорігту-хана у 1392 році став новим правителем Монгольського каганату. Вів перемовини заміром Чагатайського улуса Тимуром щодо спільних дій проти імперії Мін. Утім поразка проти китайців спричинило посилення суперників з гілки Хубілаїдів. Їх очільник Елбег того ж року переміг Енке-хана, який імовірно зберіг володіння у східних улусах, де правив до 1393 або 1394 року.